# Glaušių kaimo apylinkės
Glaušių kaimo apylinkės este o arie protejată (sit de importanță comunitară — SCI) din Lituania întinsă pe o suprafață de 193,1 ha, integral pe uscat.

## Localizare
Centrul sitului Glaušių kaimo apylinkės este situat la coordonatele 55°16′57″N 24°18′53″E / 55.2824°N 24.3147°E.

## Înființare
Situl Glaušių kaimo apylinkės a fost declarat sit de importanță comunitară în august 2016 pentru a proteja un număr necunoscut de specii din flora spontană și fauna sălbatică aflate în arealul zonei.

## Biodiversitate
Situată în ecoregiunea boreală, aria protejată conține 2 habitate naturale: Păduri caducifoliate bătrâne naturale hemiboreale fino-scandinave (Quercus, Tilia, Acer, Fraxinus sau Ulmus) bogate în specii epifite, Păduri caducifoliate de mlaștină fino-scandinave.
La baza desemnării sitului se află un număr nedeclarat de specii protejate.